# Nor-Am Cup 2001
La Nor-Am Cup 2001 fu la 26ª edizione della manifestazione organizzata dalla Federazione Internazionale Sci.
La stagione maschile iniziò l'11 novembre 2000 a Loveland, negli Stati Uniti, e si concluse il 16 marzo 2001 a Le Relais, in Canada; furono disputate 23 gare (6 discese libere, 5 supergiganti, 6 slalom giganti, 6 slalom speciali), in 9 diverse località. Lo statunitense Marco Sullivan si aggiudicò sia la classifica generale, sia quelle di discesa libera e di supergigante; il canadese Jean-Philippe Roy vinse quella di slalom gigante e lo statunitense Casey Puckett quella di slalom speciale. Lo statunitense Jakub Fiala era il detentore uscente della Coppa generale.
La stagione femminile iniziò l'11 novembre 2000 a Loveland, negli Stati Uniti, e si concluse il 18 marzo 2001 a Snowbasin, ancora negli Stati Uniti; furono disputate 23 gare (6 discese libere, 5 supergiganti, 6 slalom giganti, 6 slalom speciali), in 9 diverse località. La canadese Anna Prchal si aggiudicò sia la classifica generale, sia quella di slalom speciale; la statunitense Picabo Street vinse quella di discesa libera, la canadese Sara-Maude Boucher quella di supergigante e la statunitense Tatum Skoglund quella di slalom gigante. La canadese Britt Janyk era la detentrice uscente della Coppa generale.

## Uomini

### Risultati
| Data             | Località       | Nazione     | Spec. | Primo                  | Secondo           | Terzo                          |
| ---------------- | -------------- | ----------- | ----- | ---------------------- | ----------------- | ------------------------------ |
| 11 novembre 2000 | Loveland       | Stati Uniti | SL    | Kilian Albrecht        | Erik Schlopy      | Mario Matt                     |
| 12 novembre 2000 | Loveland       | Stati Uniti | SL    | Erik Schlopy           | Kilian Albrecht   | Mario Matt                     |
| 20 novembre 2000 | Park City      | Stati Uniti | GS    | Bode Miller            | Dane Spencer      | Jean-Philippe Roy              |
| 21 novembre 2000 | Park City      | Stati Uniti | GS    | Sami Uotila            | Bode Miller       | Erik Schlopy                   |
| 4 dicembre 2000  | Beaver Creek   | Stati Uniti | SG    | Thomas Vonn            | Andrej Filičkin   | AJ Bear                        |
| 5 dicembre 2000  | Beaver Creek   | Stati Uniti | SG    | Mike Giannelli         | AJ Bear           | Bryon Friedman                 |
| 6 dicembre 2000  | Beaver Creek   | Stati Uniti | GS    | Thomas Vonn            | Jean-Philippe Roy | Erik Guay                      |
| 6 gennaio 2001   | Lake Louise    | Canada      | DH    | Marco Sullivan         | Ed Podivinsky     | Kevin Wert                     |
| 6 gennaio 2001   | Lake Louise    | Canada      | DH    | Marco Sullivan         | Kevin Wert        | Ed Podivinsky                  |
| 9 gennaio 2001   | Lake Louise    | Canada      | SG    | Wisi Betschart         | Marco Sullivan    | Mike Giannelli                 |
| 9 febbraio 2001  | Snowbasin      | Stati Uniti | DH    | Scott Macartney        | Benjamin Drummond | Marco Sullivan                 |
| 10 febbraio 2001 | Snowbasin      | Stati Uniti | DH    | Chris Puckett          | Scott Macartney   | Vincent Lavoie                 |
| 28 febbraio 2001 | Whistler       | Canada      | DH    | Marco Sullivan         | Kevin Wert        | Wade Bishop                    |
| 1º marzo 2001    | Whistler       | Canada      | DH    | Wade Bishop Kevin Wert |                   | Jeff Durand                    |
| 3 marzo 2001     | Whistler       | Canada      | SG    | Marco Sullivan         | Jeff Durand       | Joshua Transue                 |
| 4 marzo 2001     | Whistler       | Canada      | SG    | Thomas Vonn            | Thomas Grandi     | Jeff Durand                    |
| 5 marzo 2001     | Whistler       | Canada      | GS    | Jean-Philippe Roy      | Thomas Grandi     | Thomas Vonn                    |
| 8 marzo 2001     | Georgian Peaks | Canada      | SL    | Casey Puckett          | Thomas Grandi     | Chip Knight John Moulder-Brown |
| 9 marzo 2001     | Georgian Peaks | Canada      | SL    | Casey Puckett          | Jean-Philippe Roy | Brad Hogan                     |
| 13 marzo 2001    | Stoneham       | Canada      | GS    | Chip Knight            | Jean-Philippe Roy | Tom Rothrock                   |
| 14 marzo 2001    | Stoneham       | Canada      | GS    | Jean-Philippe Roy      | Tom Rothrock      | Chip Knight                    |
| 15 marzo 2001    | Le Relais      | Canada      | SL    | Casey Puckett          | Sacha Gros        | Chip Knight                    |
| 16 marzo 2001    | Le Relais      | Canada      | SL    | Casey Puckett          | Thomas Grandi     | Tom Rothrock                   |

Legenda:

DH = discesa libera

SG = supergigante

GS = slalom gigante

SL = slalom speciale

### Classifiche

#### Generale
| Pos. | Nome              | Nazione     | Punti |
| ---- | ----------------- | ----------- | ----- |
| 1    | Marco Sullivan    | Stati Uniti | 746   |
| 2    | Jean-Philippe Roy | Canada      | 673   |
| 3    | Thomas Vonn       | Stati Uniti | 563   |
| 4    | Thomas Grandi     | Canada      | 524   |
| 5    | Ryan Oughtred     | Canada      | 519   |
| 6    | Joshua Transue    | Stati Uniti | 469   |
| 7    | Casey Puckett     | Stati Uniti | 450   |
| 8    | Mike Giannelli    | Canada      | 435   |
| 9    | Erik Guay         | Canada      | 429   |
| 10   | Chip Knight       | Stati Uniti | 423   |

#### Discesa libera
| Pos. | Nome            | Nazione     | Punti |
| ---- | --------------- | ----------- | ----- |
| 1    | Marco Sullivan  | Stati Uniti | 410   |
| 2    | Kevin Wert      | Canada      | 320   |
| 3    | Scott Macartney | Stati Uniti | 267   |
| 4    | Mike Giannelli  | Canada      | 175   |
| 5    | Wade Bishop     | Stati Uniti | 169   |

#### Supergigante
| Pos. | Nome           | Nazione     | Punti |
| ---- | -------------- | ----------- | ----- |
| 1    | Marco Sullivan | Stati Uniti | 254   |
| 2    | Thomas Vonn    | Stati Uniti | 210   |
| 3    | Ryan Oughtred  | Canada      | 192   |
| 4    | Wisi Betschart | Stati Uniti | 187   |
| 5    | Mike Giannelli | Canada      | 178   |

#### Slalom gigante
| Pos. | Nome              | Nazione     | Punti |
| ---- | ----------------- | ----------- | ----- |
| 1    | Jean-Philippe Roy | Canada      | 465   |
| 2    | Thomas Vonn       | Stati Uniti | 266   |
| 3    | Erik Guay         | Canada      | 222   |
| 4    | Thomas Grandi     | Canada      | 215   |
| 5    | Tom Rothrock      | Stati Uniti | 214   |

#### Slalom speciale
| Pos. | Nome          | Nazione     | Punti |
| ---- | ------------- | ----------- | ----- |
| 1    | Casey Puckett | Stati Uniti | 400   |
| 2    | Chip Knight   | Stati Uniti | 243   |
| 3    | Thomas Grandi | Canada      | 205   |
| 4    | Erik Schlopy  | Stati Uniti | 200   |
| 5    | Brad Hogan    | Stati Uniti | 196   |

## Donne

### Risultati
| Data             | Località       | Nazione     | Spec. | Prima                | Seconda              | Terza                                      |
| ---------------- | -------------- | ----------- | ----- | -------------------- | -------------------- | ------------------------------------------ |
| 11 novembre 2000 | Loveland       | Stati Uniti | SL    | Sarah Schleper       | Christel Pascal      | Karin Köllerer                             |
| 12 novembre 2000 | Loveland       | Stati Uniti | SL    | Sarah Schleper       | Karin Köllerer       | Claudia Riegler                            |
| 20 novembre 2000 | Winter Park    | Stati Uniti | GS    | Anita Wachter        | Kumiko Kashiwagi     | Britt Janyk                                |
| 21 novembre 2000 | Winter Park    | Stati Uniti | GS    | Sarah Schleper       | Stina Hofgård Nilsen | Kumiko Kashiwagi                           |
| 26 novembre 2000 | Aspen          | Stati Uniti | SG    | Lindsey Vonn         | Anna Prchal          | Libby Ludlow                               |
| 27 novembre 2000 | Aspen          | Stati Uniti | SG    | María José Rienda    | Lindsey Vonn         | Sara-Maude Boucher                         |
| 4 dicembre 2000  | Val Saint-Côme | Canada      | SL    | Anna Prchal          | Kateřina Tichý       | Lauren Ross                                |
| 5 dicembre 2000  | Val Saint-Côme | Canada      | SL    | Anna Prchal          | Kateřina Tichý       | Jessica Kelley                             |
| 6 dicembre 2000  | Mont-Tremblant | Canada      | GS    | Geneviève Simard     | Tatum Skoglund       | Elisha Stephens                            |
| 7 dicembre 2000  | Mont-Tremblant | Canada      | GS    | Tatum Skoglund       | Elisha Stephens      | Julie Langevin                             |
| 8 gennaio 2001   | Lake Louise    | Canada      | DH    | Sara-Maude Boucher   | Ania Morton          | Christin Lathrop Stéphanie Ouellet-Décoste |
| 8 gennaio 2001   | Lake Louise    | Canada      | DH    | Ania Morton          | Sara-Maude Boucher   | Elisha Stephens                            |
| 9 gennaio 2001   | Lake Louise    | Canada      | SG    | Sara-Maude Boucher   | Christina Risler     | Christin Lathrop                           |
| 28 febbraio 2001 | Whistler       | Canada      | DH    | Picabo Street        | Suki Horton          | Tatum Skoglund                             |
| 1º marzo 2001    | Whistler       | Canada      | DH    | Picabo Street        | Tatum Skoglund       | Christina Risler Rachel Roosevelt          |
| 2 marzo 2001     | Whistler       | Canada      | SG    | Picabo Street        | Britt Janyk          | Kelly VanderBeek                           |
| 3 marzo 2001     | Whistler       | Canada      | DH    | Picabo Street        | Britt Janyk          | Kelly VanderBeek                           |
| 8 marzo 2001     | Snowbird       | Stati Uniti | GS    | Britt Janyk          | Anna Prchal          | Jessica Kelley                             |
| 9 marzo 2001     | Snowbird       | Stati Uniti | GS    | Britt Janyk          | Anna Prchal          | Tatum Skoglund                             |
| 10 marzo 2001    | Snowbird       | Stati Uniti | SL    | Lauren Ross          | Geneviève Simard     | Anna Prchal                                |
| 11 marzo 2001    | Snowbird       | Stati Uniti | SL    | Anna Prchal          | Lauren Ross          | Geneviève Simard                           |
| 15 marzo 2001    | Snowbasin      | Stati Uniti | DH    | Picabo Street        | Michaela Dorfmeister | Hilde Gerg                                 |
| 18 marzo 2001    | Snowbasin      | Stati Uniti | DH    | Michaela Dorfmeister | Pernilla Wiberg      | Picabo Street                              |

Legenda:

DH = discesa libera

SG = supergigante

GS = slalom gigante

SL = slalom speciale

### Classifiche

#### Generale
| Pos. | Nome               | Nazione     | Punti |
| ---- | ------------------ | ----------- | ----- |
| 1    | Anna Prchal        | Canada      | 795   |
| 2    | Sara-Maude Boucher | Canada      | 750   |
| 3    | Tatum Skoglund     | Stati Uniti | 641   |
| 4    | Picabo Street      | Stati Uniti | 560   |
| 5    | Britt Janyk        | Canada      | 489   |
| 6    | Kelly VanderBeek   | Canada      | 467   |
| 7    | Christin Lathrop   | Stati Uniti | 395   |
| 8    | Elisha Stephens    | Stati Uniti | 387   |
| 9    | Sarah Schleper     | Stati Uniti | 356   |
| 10   | Jessica Kelley     | Stati Uniti | 346   |

#### Discesa libera
| Pos. | Nome                 | Nazione     | Punti |
| ---- | -------------------- | ----------- | ----- |
| 1    | Picabo Street        | Stati Uniti | 360   |
| 2    | Ania Morton          | Canada      | 232   |
| 3    | Sara-Maude Boucher   | Canada      | 218   |
| 4    | Michaela Dorfmeister | Austria     | 180   |
| 5    | Tatum Skoglund       | Stati Uniti | 160   |

#### Supergigante
| Pos. | Nome               | Nazione     | Punti |
| ---- | ------------------ | ----------- | ----- |
| 1    | Sara-Maude Boucher | Canada      | 282   |
| 2    | Lindsey Vonn       | Stati Uniti | 235   |
| 3    | Picabo Street      | Stati Uniti | 200   |
| 4    | Kelly VanderBeek   | Canada      | 179   |
| 5    | Britt Janyk        | Canada      | 160   |

#### Slalom gigante
| Pos. | Nome             | Nazione     | Punti |
| ---- | ---------------- | ----------- | ----- |
| 1    | Tatum Skoglund   | Stati Uniti | 311   |
| 2    | Britt Janyk      | Canada      | 289   |
| 3    | Anna Prchal      | Canada      | 255   |
| 4    | Elisha Stephens  | Stati Uniti | 167   |
| 5    | Julie Langevin   | Canada      | 161   |
| 5    | Geneviève Simard | Canada      | 161   |

#### Slalom speciale
| Pos. | Nome               | Nazione     | Punti |
| ---- | ------------------ | ----------- | ----- |
| 1    | Anna Prchal        | Canada      | 386   |
| 2    | Lauren Ross        | Stati Uniti | 240   |
| 3    | Sarah Schleper     | Stati Uniti | 200   |
| 4    | Sara-Maude Boucher | Canada      | 190   |
| 5    | Jessica Kelley     | Stati Uniti | 186   |